# ديانا مورغان
ديانا مورغان (بالإنجليزية: Diana Morgan)‏ هي ممثلة أمريكية، ولدت في 21 سبتمبر 1951.

## وصلات خارجية
- ديانا مورغان على موقع IMDb (الإنجليزية)
- ديانا مورغان على موقع قاعدة بيانات الفيلم (الإنجليزية)